# ۶۴۹ (قمری)
۶۴۹ (قمری)، ششصد و چهل و نهمین سال در گاهشماری هجری قمری است. اول محرم این سال برابر با بیست و پنجم مارس سال ۱۲۵۱ میلادی است.